# Alexandre Hepp
Alexandre Hepp, född den 14 januari 1857 i Sarre-Union, Elsass, död 1924, var en fransk författare och journalist. 
Hepp var medarbetare av Le Figaro och utgav i bokform Cœurs parisiens (1897), Les quotidiennes, I—II (1898—1899), Ciel de Russie (1901), Cœur d'amant (1902), L'épuisé (1905), L'audacieux pardon (1906), Ferdinand de Bulgarie intime (1909) med flera.